# 遠山の金さん捕物帳 (夏目俊二)
『遠山の金さん捕物帳』（とおやまのきんさん とりものちょう）は、1960年10月4日から1960年12月27日にフジテレビ系列にて毎週火曜18時15分から18時45分まで放映された夏目俊二主演による30分物の連続テレビ時代劇。全12話。『遠山の金さん』こと遠山金四郎が江戸町奉行になる前の青年時代を描いた作品。任天堂の一社提供。

## 概要
原作は山手樹一郎。長崎奉行・遠山左衛門尉影晋の妾腹の次男・金四郎が、病弱な腹違いの兄・金之丞を差し置いて父により強引に家督を継がされそうになったため、「武士の地位を捨てて遊び人になる」と家出。江戸へ出て町人となった金さんの活躍を描いた物語。

## キャスト
- 遠山金四郎：夏目俊二
- お玉：千原万紀子
- 重五郎：妻紀一平

## スタッフ
- 原作：山手樹一郎
- 脚本：山本博三、藤本義一
- 監督：山崎芳照
- 制作：フジテレビ

## 放映リスト（サブタイトルリスト）
| 話数 | 初放映日       | サブタイトル   | 出演                                   |
| ---- | -------------- | -------------- | -------------------------------------- |
| 1    | 1960年 10月4日 | 金さん売り出す | 夏目俊二、妻紀一平、千原万紀子         |
| 2    | 10月11日       | 賭け碁         | 夏目俊二、川原健                       |
| 3    | 10月18日       | 金さん二人     | 夏目俊二、妻紀一平、千原万紀子         |
| 4    | 10月25日       | 盗まれた二十両 | 夏目俊二                               |
| 5    | 11月1日        | おみくじ騒ぎ   | 夏目俊二、千原万紀子                   |
| 6    | 11月8日        | ニセ金作り     | 夏目俊二、妻紀一平、千原万紀子         |
| 7    | 11月15日       | 辻斬り騒動     | 夏目俊二                               |
| 8    | 11月22日       | はんにゃの面   | 夏目俊二、千原万紀子                   |
| 9    | 11月29日       | 黄金の仏像     | 夏目俊二、妻紀一平、千原万紀子         |
| 10   | 12月13日       | とんだ泥棒     | 夏目俊二、妻紀一平、千原万紀子、楠栄二 |
| 11   | 12月29日       | 千鳥の笛       | 夏目俊二、妻紀一平、千原万紀子         |
| 12   | 12月27日       | 幽霊屋敷       | 夏目俊二、千原万紀子、小園千春         |

## 参考資料
- 朝日新聞（1960年10月）
- テレビドラマデータベース